# Liste der Stolpersteine in Sinsheim
Die Liste der Stolpersteine in Sinsheim führt dreizehn Stolpersteine auf, die bislang in Sinsheim im Rahmen des Projekts des Künstlers Gunter Demnig verlegt wurden. Auf Initiative mehrerer Sinsheimer Vereine wurden diese am 24. Mai 2025 gesetzt. Die Verlegung weiterer Stolpersteine ist für den 18. Oktober 2025 geplant.

## Stolpersteine in Sinsheim
Es wurden bisher 13 Stolpersteine an fünf Adressen verlegt.

Die Tabelle ist teilweise sortierbar; die Grundsortierung erfolgt alphabetisch nach dem Familiennamen des Opfers.
| Stolperstein | Inschrift | Verlegeort           | Name, Leben                       |
| ------------ | --- | -------------------- | --------------------------------- |
|              | HIER WOHNTE BIANCA ‚BERTA‘ ADLER GEB. REUSS JG. 1873 GEDEMÜTIGT / ENTRECHTET TOT 29. JULI 1941                                                    | Muthstraße 13        | Berta (Bianca) Adler (geb. Reuss) |
| Bild gesucht | HIER WOHNTE FRIEDERIKE HÄUSSLER GEB. RUPP JG. 1888 EINGEWIESEN HEILANSTALT SINSHEIM ‘VERLEGT’ NOV. 1940 GRAFENECK ERMORDET 14.11.1940 ‘AKTION T4’ | Kleine Grabengasse 3 | Friederike Häussler, geb. Rupp    |
|              | HIER WOHNTE EMILIE KOHN GEB. BLUM JG. 1871 DEPORTIERT 1940 GURS INTERNIERT RIVESALTES TOT 7.8.1941                                                | Hauptstraße 102      | Emilie Kohn (geb. Blum)           |
|              | HIER WOHNTE ERNA KOHN JG. 1904 DEPORTIERT 1940 GURS FLUCHT SCHWEIZ                                                                                | Hauptstraße 102      | Erna Kohn                         |
|              | HIER WOHNTE MAX KOHN JG. 1865 DEPORTIERT 1940 GURS INTERNIERT RIVESALTES TOT 29.12.1941                                                           | Hauptstraße 102      | Max Kohn                          |
|              | HIER WOHNTE FANNY LEDERMANN GEB. SINAUER JG. 1871 DEPORTIERT 1940 GURS TOT 20.2.1945 RABES-PAR-CORNIL                                             | Muthstraße 11        | Fanny Ledermann (geb. Sinauer)    |
|              | HIER WOHNTE MORITZ LEDERMANN JG. 1865 DEPORTIERT 1940 GURS TOT 8.11.1940                                                                          | Muthstraße 11        | Moritz Ledermann                  |
|              | HIER WOHNTE SALLO LEDERMANN JG. 1899 FLUCHT 1938 USA                                                                                              | Muthstraße 11        | Sallo Ledermann                   |
| Bild gesucht | (Inschrift) | Hauptstraße 88       | Abraham Seligmann                 |
| Bild gesucht | (Inschrift) | Hauptstraße 88       | Alice Seligmann, geb. Kramer      |
| Bild gesucht | (Inschrift) | Hauptstraße 88       | Hermann Seligmann                 |
|              | HIER WOHNTE HILDEGARD WOLF GEB. ADLER JG. 1912 FLUCHT 1939 USA                                                                                    | Muthstraße 13        | Hildegard Wolf, geb. Adler        |
|              | HIER WOHNTE SALY WOLF JG. 1902 FLUCHT 1938 USA | Muthstraße 13        | Saly Wolf                         |